# Брауни (озеро)

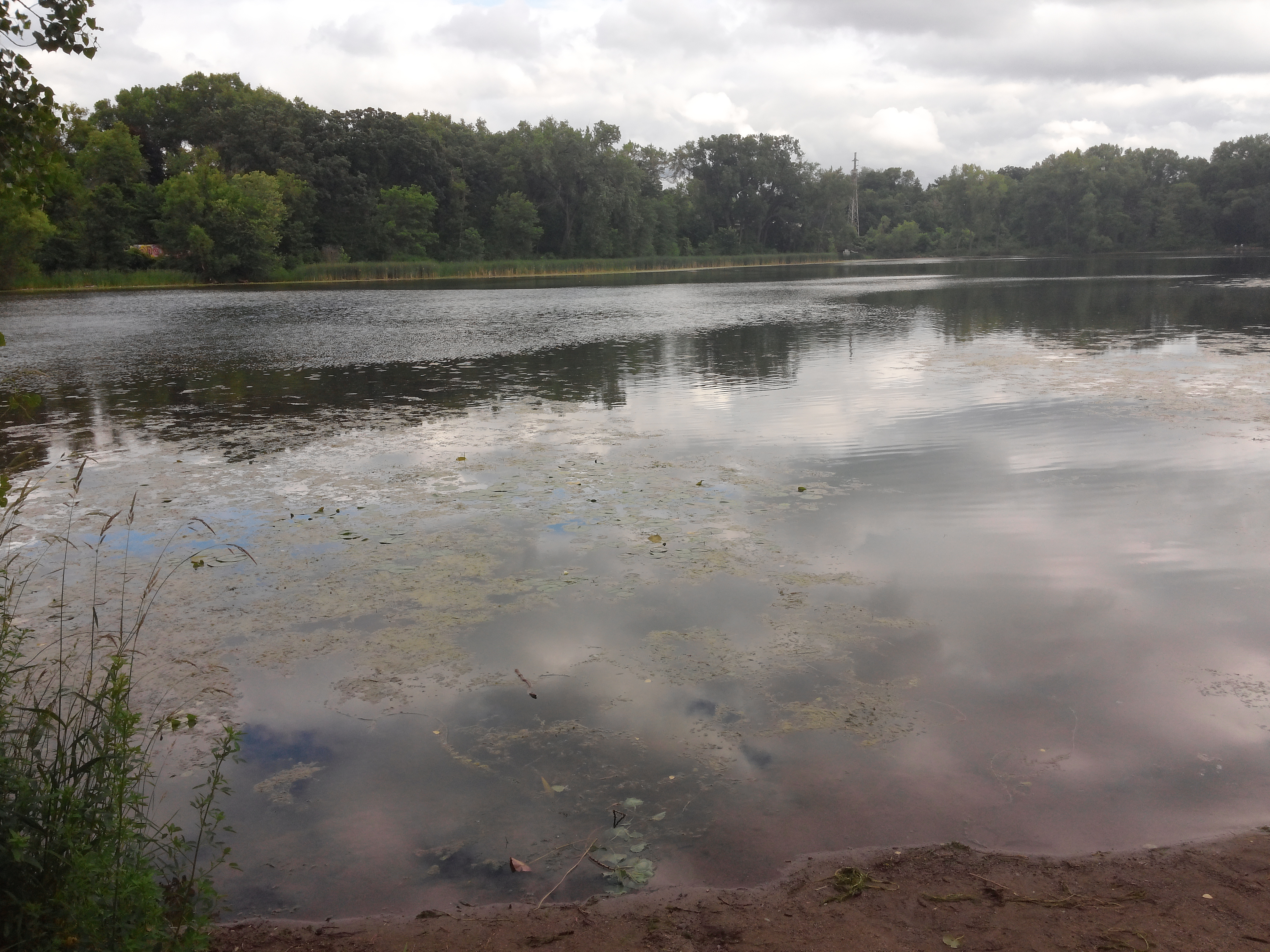
Берег озера

Брауни (англ. Brownie Lake) — озеро в юго-западной части Миннеаполиса. Это самое северное и самое маленькое озеро в цепи, состоящей, помимо него, из озёр Харриет, Те-Айлс, Сидар и Бде-Мака-Ска. Постоянных притоков не имеет и пополняется ливневыми стоками с территорий Миннеаполиса и Сент-Луис-Парка. Озеро является одним из двух меромиктических озёр Миннеаполиса: хемоклин разделяет верхний слой озера, содержащий кислород, и нижний бескислородный.
Вокруг озера проложены велосипедные и беговые дорожки, являющиеся частью парковой системы Миннеаполиса. Катание на моторных лодках на озере запрещено, однако можно плавать по озеру на весельных лодках, арендовав у Совета по паркам и рекреациям Миннеаполиса место для стоянки. В зимнее время по льду озера устраивается лыжня.
Фитопланктон преобладает над зоопланктоном. В 2021 году в озере был обнаружен новый вид бактерий, получивший название Candidatus Chlorobium masyuteum. Этот организм является фотосинтезирующим и использует энергию солнечного света для преобразования растворенного железа в ржавчину. Эпитет «masyuteum» произошел от фразы mas’yúte из дактского языка, что означает «ест железо».
В озере водятся различные рыбы: щука, сазан, большеротый окунь, жёлтый окунь, чёрный сомик, чёрный краппи, синежаберный солнечник, обыкновенный солнечник, светлопёрый судак, ильная рыба и другие. Рыбалка, как и во всех городских озёрах Миннеаполиса, разрешена после получения лицензии.
Отличительной чертой озера является высокая концентрация растворенного железа. В настоящее время концентрация железа в верхнем слое составляет 1 мкмоль/литр, а в нижнем превышает 1 ммоль/литр. Между 1950-ми и 1990-ми годами из расположенного неподалёку офисного здания в озеро сбрасывался конденсат систем охлаждения, концентрация железа в котором достигала 7 мкмоль/литр, из-за чего концентрация растворенного железа в верхнем слое в 1970-х годах могла составлять до 2 мколь/литр. Общая концентрация фосфатов в озере Брауни может достигать 46 мкмоль/литр. Вероятно, часть поступления фосфатов в озеро обусловлена антропогенным фактором: с 1957 года для поддержания уровня воды в цепи озёр осуществлялась закачка воды в них из Миссисипи. Опасения по поводу повышенного содержания речных фосфатов в городских озерах Миннеаполиса привели к закрытию этой программы в 1990-х годах. Наличие ионов натрия и хлоридов вызвано использованием дорожной соли для антиобледенительной обработки, используемой в Миннесоте с 1950 года.
Ранее площадь поверхности озера была больше, но сократилась в связи с хозяйственной деятельностью на его берегах. В 1883 году часть озера была засыпана для строительства железной дороги, что сократило площадь его поверхности на треть. К 1917 году озеро было соединено каналам с озерами Те-Айлс и Сидар. При этом уровень воды в Брауни упал сразу на 2-3 метра, из-за чего резко уменьшилась площадь поверхности и образовались достаточно крутые берега, что затруднило овевание поверхности озера ветром. Вероятно, следствие этого примерно в 1925 году озеро и стало меромиктическим: энергии ветра стало недостаточно для смешивания насыщенных кислородом поверхностных вод с более плотными донными водами. Из-за этого осадочное железо скопилось в придонных водах в концентрации, в несколько сотен раз превышающей поверхностную, увеличивая относительную плотность придонных вод и запуская систему положительной обратной связи, из-за которой могли накапливаться и другие ионы.
Окружающие озеро возвышенности состоят из смеси песков, гравия и ледниковых отложений Лаврентийского ледникового щита времен последнего ледникового максимума, возрастом от 16 до 13 тысяч лет. Озеро находится на краю погребённой долины, заполненной ледниковыми обломками. Погребенные долины в данном районе, вероятно, представляют собой русла рек от предыдущих межледниковий, которые были заполнены осадочными породами во время последнего ледникового максимума и сейчас слабо выражены, но связаны с группами озер и локально влияли на течение современных рек и ручьев.